# Embalse de Rosarito
El embalse de Rosarito es un embalse de la cuenca hidrográfica del Tajo, en la zona central de la península ibérica, ubicado entre las provincias españolas de Ávila y Toledo, que represa las aguas del río Tiétar.

## Descripción
Las orillas del embalse pertenecen a los términos municipales de Candeleda, en la provincia de Ávila y de Oropesa, Lagartera y La Calzada de Oropesa, en la provincia de Toledo.  Tiene una capacidad de 82 hm³. El agua es retenida por una presa de gravedad con regulación mediante compuertas. La superficie de la cuenca hidrográfica que le corresponde es de 1754 km². El embalse constituye un importante núcleo de invernada de la grulla común —el primero de Castilla-La Mancha y el tercero más importante de España— con una población en 2007 de 6912 grullas.